# Неке давне звезде
Неке давне звезде је песма југословенске и српске певачице шансоне Љиљане Петровић снимљена 1961. године. Љиљана је са том песмом представљала Југославију на Песми Евровизије 1961. године, поставши тако уједно и првим представником те земље на том музичком такмичењу.
Музику на текст Мике Антића написао је словеначки композитор и диригент Јоже Прившек. Песма је отпевана на српском језику.
Југословенска песма изведена је као пета по реду, а такмичење је завршила на 8. месту (од 16 учесника) са 9 освојених бодова. Југословенски представник је бодове добио од укупно 6 националних жирија (највише од Аустрије 3 поена).

## Бодови за Југославију
| Бодова | Земља                                                    |
| ------ | -------------------------------------------------------- |
| 3      | Аустрија                                                 |
| 2      | Француска                                                |
| 1      | - Данска - Холандија - Швајцарска - Уједињено Краљевство |